# Parasemia anomala
Parasemia anomala là một loài bướm đêm thuộc phân họ Arctiinae, họ Erebidae.